# ฿
Le ฿, ou symbole baht, est utilisé comme symbole de quelques unités monétaires dont le baht, le balboa ou il s'agit aussi d'un des symboles non officiels utilisé pour le Bitcoin.